# مكتب الإحصاء الاتحادي
مكتب الإحصاء الاتحادي (بالألمانية:Statisches Bundesamt، ويعرف اختصارًا Destatis) هو هيئة اتحادية في ألمانيا. يتبع وزارة الداخلية الاتحادية.
المكتب مسؤول عن جمع ومعالجة وتقديم وتحليل المعلومات الإحصائية المتعلقة بمواضيع الاقتصاد والمجتمع والبيئة. ويهدف إلى تقديم معلومات إحصائية موضوعية ومستقلة وعالية النوعية للجمهور. يضم المكتب 2780 موظفًا في دوائر فيسبادن وبون وبرلين.
دائرة فسبادن هي المكتب الرئيسي لمكتب الإحصاء الاتحادي وهي تدير أكبر مكتبة متخصصة في الأدبيات الإحصائية في ألمانيا. وهي أيضًا مكتب رئيس مكتب الإحصاء الاتحادي، والذي يعد بحكم العادة، وليس بحكم المنصب، ضابط العودة الاتحادي. وهو في هذا المنصب يشرف على انتخابات البرلمان الألماني وانتخابات البرلمان الأوروبي.
نقطة معلومات برلين هي مركز الخدمة للمكتب الاتحادي في العاصمة الألمانية وتوفر المعلومات والخدمات الاستشارية للحكومة الألمانية والسلطات الاتحادية الأخري والسفارات والقطاع الصناعي والجمهور والجمعيات وكل المهتمين بالإحصاءات.

## وصلات خارجية
- الموقع الرسمي لمكتب الإحصاء الاتحادي